# Epidemia
Si definisce epidemia (dal greco ἐπί + δῆμος, lett.: sopra il popolo, sopra le persone) il diffondersi di una malattia, in genere una malattia infettiva, che colpisce quasi simultaneamente una collettività di individui, ovvero una data popolazione umana, con una ben delimitata diffusione nello spazio e nei tempi, avente la stessa provenienza. 
Poiché, in una data popolazione, ogni anno, è atteso il verificarsi di un certo numero di eventi morbosi, un'epidemia comporta un numero di casi in eccesso rispetto ai valori attesi per quella determinata comunità, e sulla base delle esperienze e del numero di casi storici di morbosità.

## Descrizione
Gli epidemiologi spesso considerano il termine focolaio epidemico come sinonimo di epidemia, ma il pubblico tende a percepire quest'ultimo concetto come più grave e serio rispetto al concetto di focolaio epidemico, considerato di valenza più locale.
Le epidemie di determinate malattie infettive sono generalmente causate da un cambiamento nella ecologia della popolazione che ne viene affetta (ad esempio aumento dello stress o aumento della densità di una specie di vettore), una variazione genetica nella popolazione parassita o l'introduzione di un nuovo parassita che affligge una popolazione ospite (a causa sia di una migrazione di parassiti che di un movimento dell'ospite in aree a maggiore densità parassitaria). 
Generalmente, un'epidemia si verifica quando l'immunità della popolazione ospite verso il parassita si riduce improvvisamente al di sotto del limite che permette un equilibrio endemico e la soglia di trasmissione viene ad essere superata.
Un'epidemia può essere limitata ad una determinata zona; tuttavia, se l'epidemia si diffonde ad altri paesi o continenti e colpisce un numero considerevole di persone, viene più correttamente definita con il termine di pandemia. Le autorità sanitarie, prima di poter dichiarare l'esistenza di un'epidemia debbono avere ben presente il tasso di incidenza di quella determinata malattia, limitatamente a quella specifica popolazione: questa grandezza costituisce il "normale" valore di riferimento.
Affinché si sviluppi un'epidemia è necessario che il processo di contagio tra gli individui interessati sia abbastanza facile. Tuttavia non è facile che un'epidemia cessi, poiché il batterio od il virus che l'ha scatenata potrebbe evolversi con il tempo in modo da acquisire un'invulnerabilità nei confronti di farmaci che lo hanno già contrastato. Nel caso in cui gli individui colpiti siano animali, l'epidemia prende il nome di "epizoozìa".
Si differenzia dall'endemia, che sta ad indicare la presenza stabile e costante, in una popolazione o in un determinato territorio, dell'agente responsabile della malattia, il quale circola dando luogo ad un numero di casi più o meno elevato, ma sostanzialmente stabile, in un determinato arco temporale.
Si differenzia anche dalla pandemia, termine con il quale si indica la tendenza di una determinata malattia epidemica a diffondersi oltre i confini di uno Stato, dilagando attraverso i continenti e interessando più aree geografiche del mondo, con un alto numero di casi di malattia.

## Cause
Sono numerosi i cambiamenti che possono verificarsi in un agente infettivo, tali da favorire lo scatenarsi di un'epidemia.  Tra questi ricordiamo:
- Aumento della virulenza dell'agente infettivo
- Comparsa dell'agente infettivo all'interno di una popolazione, in precedenza mai interessata dalla sua presenza
- Modifiche nella suscettibilità verso l'agente infettivo.

Una malattia epidemica non richiede di essere necessariamente contagiosa, ed il termine è stato utilizzato, fra gli altri, alla febbre da Virus del Nilo occidentale ed all'epidemia di obesità.
Tra le condizioni che comportano l'improvviso manifestarsi di un'epidemia vi è la disponibilità di scorte di cibo contaminato, ad esempio il bere acqua infettata da qualche batterio, e la migrazione di popolazioni di alcuni animali, come i ratti o zanzare, che possono fungere da vettori di malattie.
Alcune epidemie si verificano preferibilmente in determinate stagioni: è il caso, per esempio, della pertosse, il cui picco di incidenza si registra in primavera. Il morbillo, invece, si caratterizza per due picchi di epidemia, una in inverno e una in marzo. L'influenza, il raffreddore comune, e altre infezioni del tratto respiratorio superiore, come la faringite o la faringo-tonsillite, si verificano soprattutto in inverno.
Le epidemie sono inoltre soggette ad altre variabili. Una delle più importanti riguarda il numero delle persone colpite nel primo episodio epidemico, e il numero di coloro che muoiono nelle epidemie successive. Tendenzialmente, con ovvie variabilità da caso a caso, si è notato che la gravità delle epidemie successive sale e scende di intensità, in un periodo che è generalmente compreso tra i cinque e i dieci anni.

## Tipi

### Focolaio da fonte comune
In un focolaio epidemico di origine comune, tutti gli individui affetti hanno avuto un'esposizione ad un agente comune. Se l'esposizione è singolare e tutti gli individui affetti sviluppano la malattia dopo una singola esposizione ed un periodo di incubazione, è possibile definire un comune punto di origine del focolaio epidemico.
Se l'esposizione è continua o variabile, può essere definito un focolaio continuo o intermittente, rispettivamente.

### Focolaio propagato
In un focolaio propagato, la malattia si diffonde da persona a persona. Gli individui affetti possono diventare a loro volta dei serbatoi indipendenti, e di conseguenza portare a ulteriori esposizioni.
Nella pratica si evidenzia come molte epidemie abbiano caratteristiche proprie di entrambi i tipi sopra riportati. Ad esempio, dopo un'esposizione da fonte comune è possibile che si verifichi una diffusione da persona a persona secondaria. È anche possibile che dei vettori ambientali possano diffondere l'agente di una malattia che si trasmette dagli animali all'uomo (zoonosi).

## Andamento

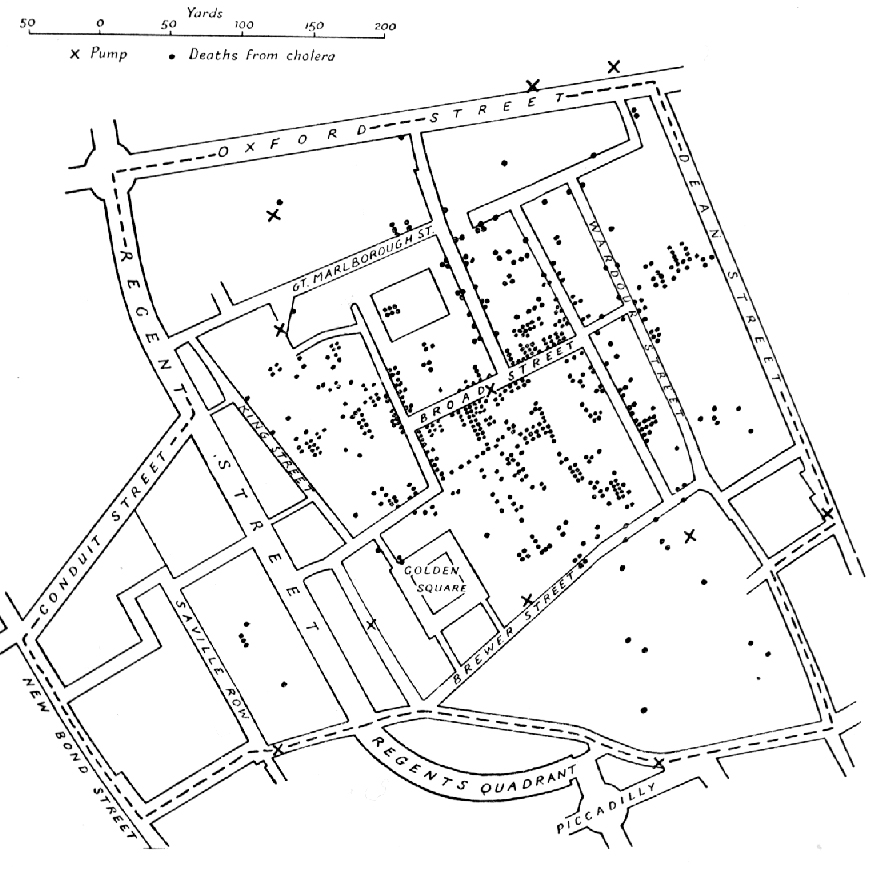
L'epidemia di colera a Londra nel 1854 fu studiata da John Snow che realizzò questa mappa e il relativo studio epidemiologico. I punti indicano i casi di morte, le croci i pozzi di acqua da cui gli ammalati avevano bevuto.

Lo studio della sequenza temporale dei casi di malattia all'interno della comunità di individui in cui si sviluppa un'epidemia fornisce molte informazioni sull'origine e sulle modalità con cui tende a diffondersi un'infezione. A titolo di esempio consideriamo una malattia che si sviluppa diffondendosi con lentezza ed in modo progressivo in un arco temporale di mesi o anni. Un simile andamento è piuttosto indicativo di un contagio interumano per contatto diretto: è il caso di alcune malattie veneree.
Al contrario una diffusione estremamente rapida e progressiva con il rapido esaurirsi dell'epidemia in poche settimane o mesi depone per una trasmissione molto più efficace, ad esempio per via aerea, come accade nel caso di molte infezioni acute delle vie respiratorie).
Se invece l'epidemia si presenta in modo assolutamente brusco, con un numero di casi indicativo di un'epidemia esplosiva, è necessario pensare che più individui siano risultati simultaneamente esposti al contagio. Tipicamente quest'ultima evenienza si può avere quando il veicolo dell'infezione è costituito da qualche alimento oppure da acqua contaminata.
Se un'epidemia è di origine idrica (si pensi ad esempio alle epidemie di febbre tifoide legate all'inquinamento dell'acqua potabile) lo studio su una mappa topografica dei punti in cui si sono manifestati i diversi casi di malattia (mappa dei punti) permette di osservare come la maggior parte dei casi si distribuiscano in corrispondenza di un determinato ramo d'acquedotto, fonte primaria del contagio.
Emblematico, a questo proposito, il caso di epidemia di colera a Broad Street, a Londra, nel 1854, probabilmente una tra le più terribili epidemia di colera che si siano mai verificate nel Regno Unito nel XIX secolo.
Secondo alcuni autori lo studio geografico della diffusione di un'epidemia, nonché lo studio della mappa dei punti, appartiene ad una branca dell'epidemiologia definibile come epidemiologia geografica.
L'andamento di un'epidemia può essere studiato e simulato con modelli matematici. Tra i più semplici e noti si ricordano i modelli SIR (suscettibile-infetto-rimosso, utile per le malattie immunizzanti) e SIS (suscettibile-infetto-suscettibile, tipico di malattie non immunizzanti come il raffreddore comune).

### L'immunità di gregge

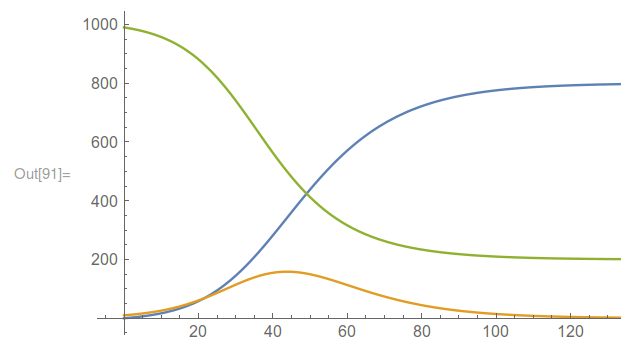
Il riquadro superiore mostra un esempio di modello SIR. La linea verde rappresenta la popolazione sana/suscettibile, la linea rossa rappresenta la popolazione infettata e la linea blu la popolazione recuperata/rimossa

Uno dei più semplici modelli matematici compartimentali utilizzati in epidemiologia rappresentanti l'immunità di gregge è il "modello SIR". Si tratta di un'equazione a tre variabili, dove ogni variabile è indicata da un'iniziale (appunto S, I e R).
Il numero di persone appartenente ai tre diversi gruppi cambia nel tempo con il procedere del contagio: per identificare questo numero, diverso dalla situazione di partenza, si usano i simboli {\displaystyle S'}, {\displaystyle I'} e {\displaystyle R'}.
Mentre il numero dei Suscettibili può solo scendere, il numero dei Recuperati/Rimossi può solo aumentare: in termini matematici, si dice che sono in rapporto inversamente proporzionale. Il numero degli Infetti è l'unico dei tre che può aumentare e poi diminuire nel tempo. 
A seconda del numero di contagi giornalieri, il numero di persone Infette aumenterà più o meno velocemente, mentre diminuirà in proporzione il numero di persone Sane.
Se il ritmo del contagio è molto alto e invece il tempo di guarigione è lento, il gruppo R può scendere sotto una certa soglia: è allora che esplode l'epidemia. Al contrario, se al manifestarsi del focolaio d'infezione, il numero di Recuperati è sufficientemente alto, il focolaio si autoestingue.
La vaccinazione serve ad aumentare il numero di persone Recuperate/Rimosse, impedendo il proseguire del contagio.

## Nella storia
Epidemie di particolare intensità nella storia europea sono state per lo più pandemie causate da zoonosi, ovvero originata dalla convivenza degli esseri umani con animali da allevamento. Tuttavia per alcune, come la malattia del sudore, le cause non sono ancora completamente chiare:
- la febbre tifoide di cui si trovano testimonianze nella Grecia del V secolo avanti Cristo;
- la peste antonina testimoniata nella Roma del III secolo dopo Cristo;
- la peste di Giustiniano nota anche come peste bubbonica, localizzata principalmente nell'Impero bizantino, nel VI secolo dopo Cristo;
- la peste nera, probabilmente collegata all'assedio tartaro alla colonia genovese di Caffa (l'odierna Feodosia) nel 1346, dall'Italia si estese a tutta l'Europa nel XIV secolo;
- la peste di Marsiglia del 1720 scoppiata nell'omonima città e poi allargatasi nelle aree cittadine limitrofe, ad esclusione di Parigi.
- il tifo, già segnalato in Vicino oriente ai tempi delle Crociate, la quale nel XV e XVI secolo ebbe il suo epicentro prima in Spagna e poi in Italia. Un'altra imponente epidemia di tifo fu quella che decimò l'esercito di Napoleone durante la campagna di Russia. Altre epidemie di tifo causarono la morte di moltissimi reclusi dei campi di concentramento nazisti durante la Seconda guerra mondiale;
- la malattia del sudore che colpì l'Inghilterra nel XVI secolo;
- il colera, di cui si segnalano diversi episodi in tutto il mondo e che fu endemica in Italia ancora fino agli anni Ottanta;
- l'influenza spagnola all'inizio del XX secolo;
- l'influenza asiatica identificata con la sigla H2N2 rilevata in Cina nel febbraio del 1957, raggiunse gli Stati Uniti nello stesso anno;
- l'influenza di Hong Kong, identificata con la sigla H3N2, ebbe origine appunto a Hong Kong nel 1968, raggiunse nello stesso anno gli Stati Uniti e fece 34000 vittime. Un virus di ceppo H3N2 è ancora oggi in circolazione;
- l'epidemia di HIV/AIDS, dal 1981. Si propagò in maniera esponenziale in tutti i paesi del mondo, uccidendo circa tre milioni di persone (stime UNAIDS);
- l'influenza aviaria identificata con la sigla H5N1 è stata descritta a Hong Kong nel 1997 come una forma mortale di polmonite virale trasmessa da un virus che precedentemente sembrava infettare solo gli uccelli. Nel 2000 questo virus - mutato - è stato isolato anche nei volatili domestici (polli, tacchini), nel 2003 ci furono i primi casi di trasmissione all'uomo;
- l'epidemia di SARS del 2002-2004 o sindrome respiratoria acuta grave o SARS, proveniente dalla Cina, si diffuse a Hong Kong e di lì fino a Taipei, Singapore, Toronto e molte altre nazioni;
- l'"influenza suina" registrata con la sigla A H1N1, fu chiamata così perché trasmessa dai suini all'uomo. Una pandemia ebbe luogo fra il 2009 e 2010. Il focolaio iniziale ha avuto origine in Messico, estendendosi poi in soli 2 mesi a quasi 80 paesi;
- Epidemia di Ebola del 2014;
- l'epidemia di dengue del 2019-2020 si è diffusa nel Sud-est Asiatico e in Sud America, sono state colpite maggiormente le aree in cui i livelli di vaccinazione sono molto bassi.
- la pandemia di COVID-19 del 2019-2023, comunemente chiamata "malattia da nuovo coronavirus", è causata dal SARS-CoV-2. Proveniente da Wuhan (Cina) si è diffusa rapidamente in tutto il resto del mondo nel 2020. L'11 marzo 2020, è diventata la prima epidemia ad essere dichiarata pandemia dall'OMS dopo la pubblicazione delle linee guida del 2009.

L'incontro fra gli esploratori europei e le popolazioni indigene di altre zone del mondo spesso fu causa di epidemie e pandemie violentissime. Il vaiolo uccise metà della popolazione di Hispaniola nel 1518, e seminò il terrore in Messico intorno al 1520, uccidendo 150.000 persone (incluso l'imperatore) solo a Tenochtitlán; lo stesso morbo colpì violentemente il Perù nel decennio successivo. Il morbillo fece altri due milioni di vittime tra i nativi messicani nel XVII secolo. Ancora fra il 1848 e il 1849, circa un terzo della popolazione nativa delle isole Hawaii morì di morbillo, pertosse e influenza.

## Etimologia
Nel senso attuale la parola epidemia compare nel Medioevo, ma il suo uso si afferma solo a partire dal Settecento. Per gli antichi Greci il termine era usato soprattutto come aggettivo, ma con differente significato: "epidemico" corrispondeva a "indigeno", cioè quello che riguarda un determinato territorio. Lo stesso Tucidide non usò questa parola nel raccontare la celebre peste di Atene del 430 a.C..